# Itá (Santa Catarina)
Itá is een gemeente in de Braziliaanse deelstaat Santa Catarina. De gemeente telt 6.552 inwoners (schatting 2009).

## Aangrenzende gemeenten
De gemeente grenst aan Arabutã, Concórdia, Paial, Seara, Aratiba (RS), Barra do Rio Azul (RS) en Itatiba do Sul (RS).

## Galerij

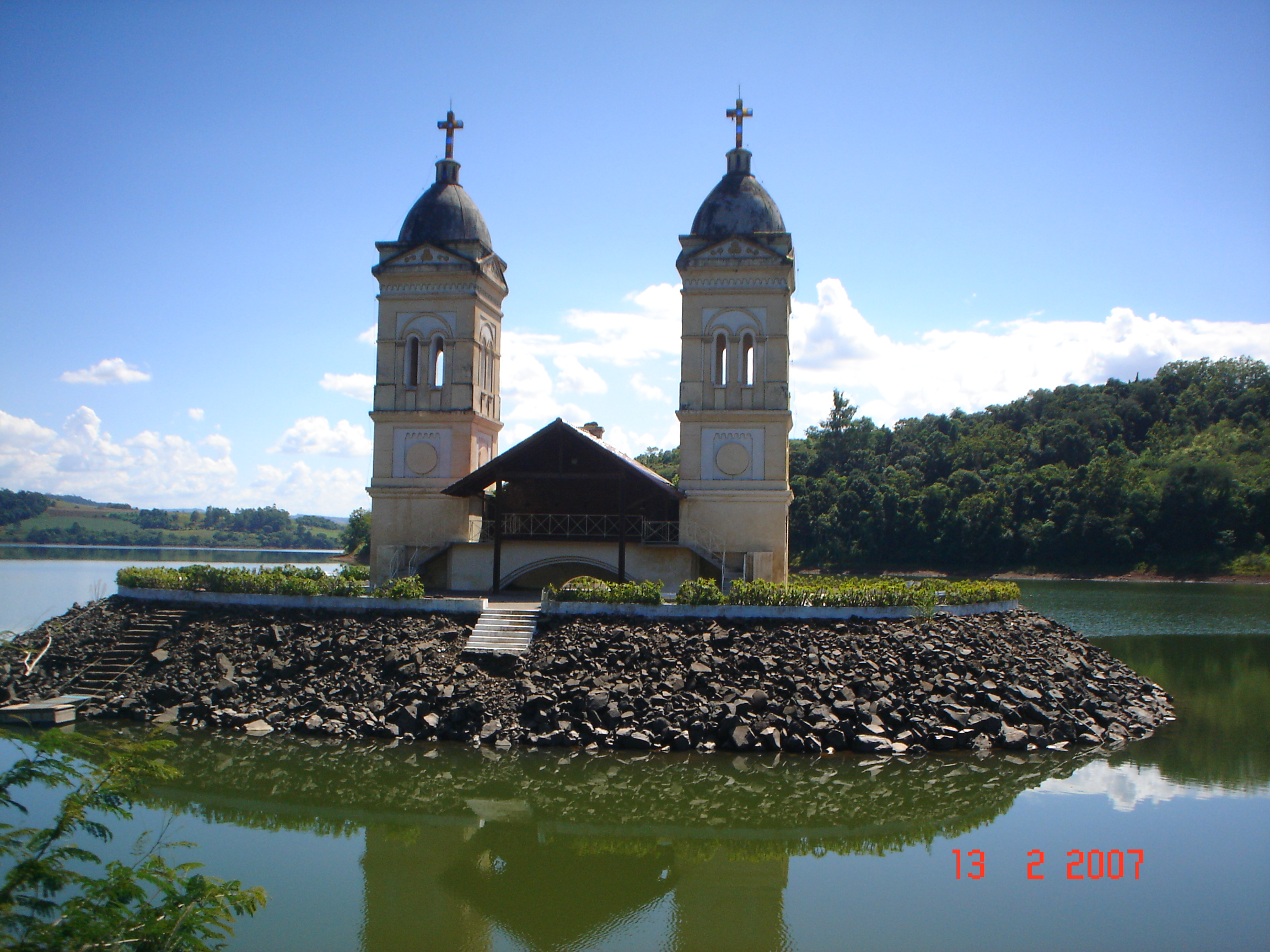
Torens van de voormalige kerk São Pedro in het stuwmeer van Itá
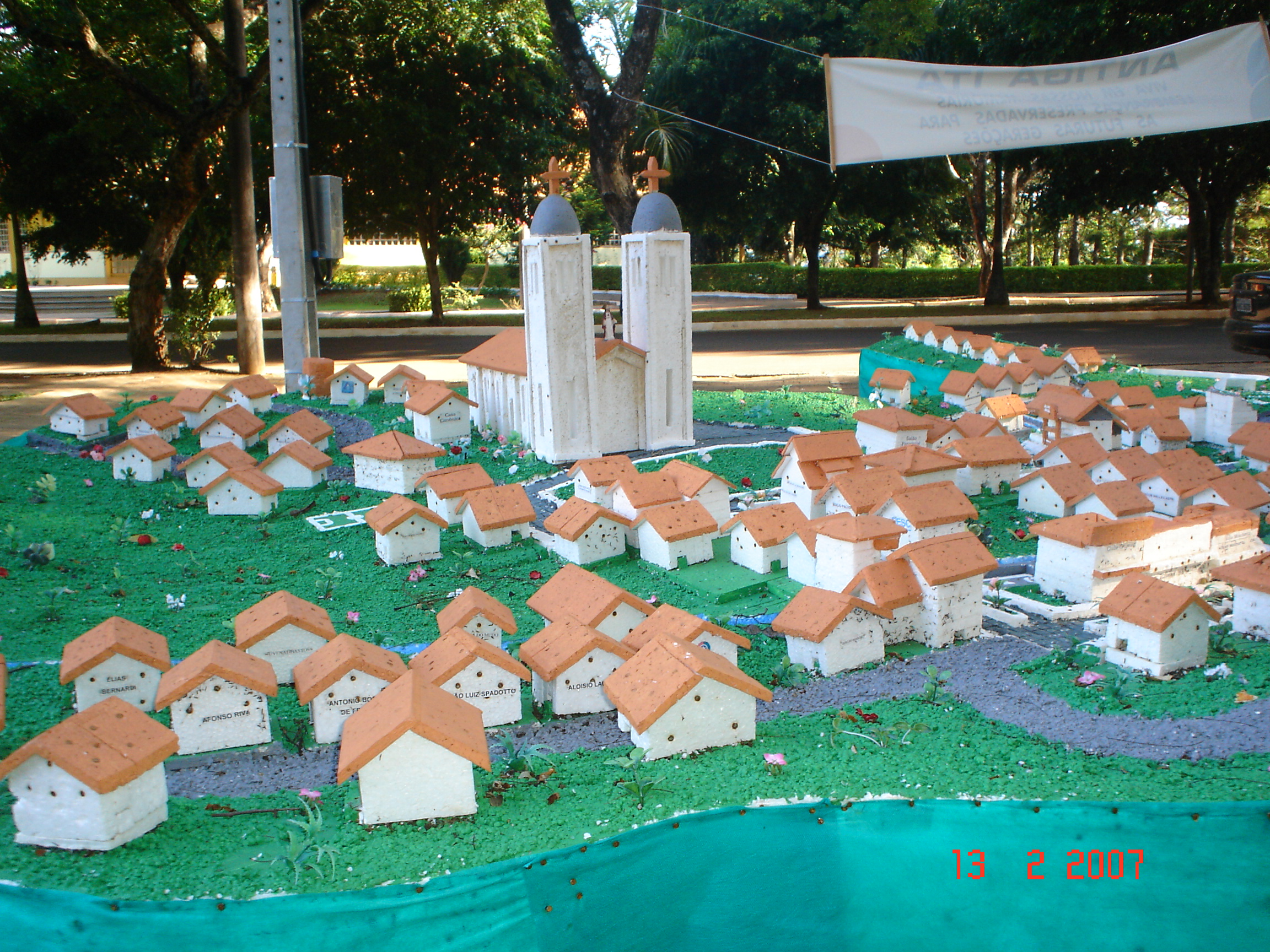
Maquette van het voormalige dorp
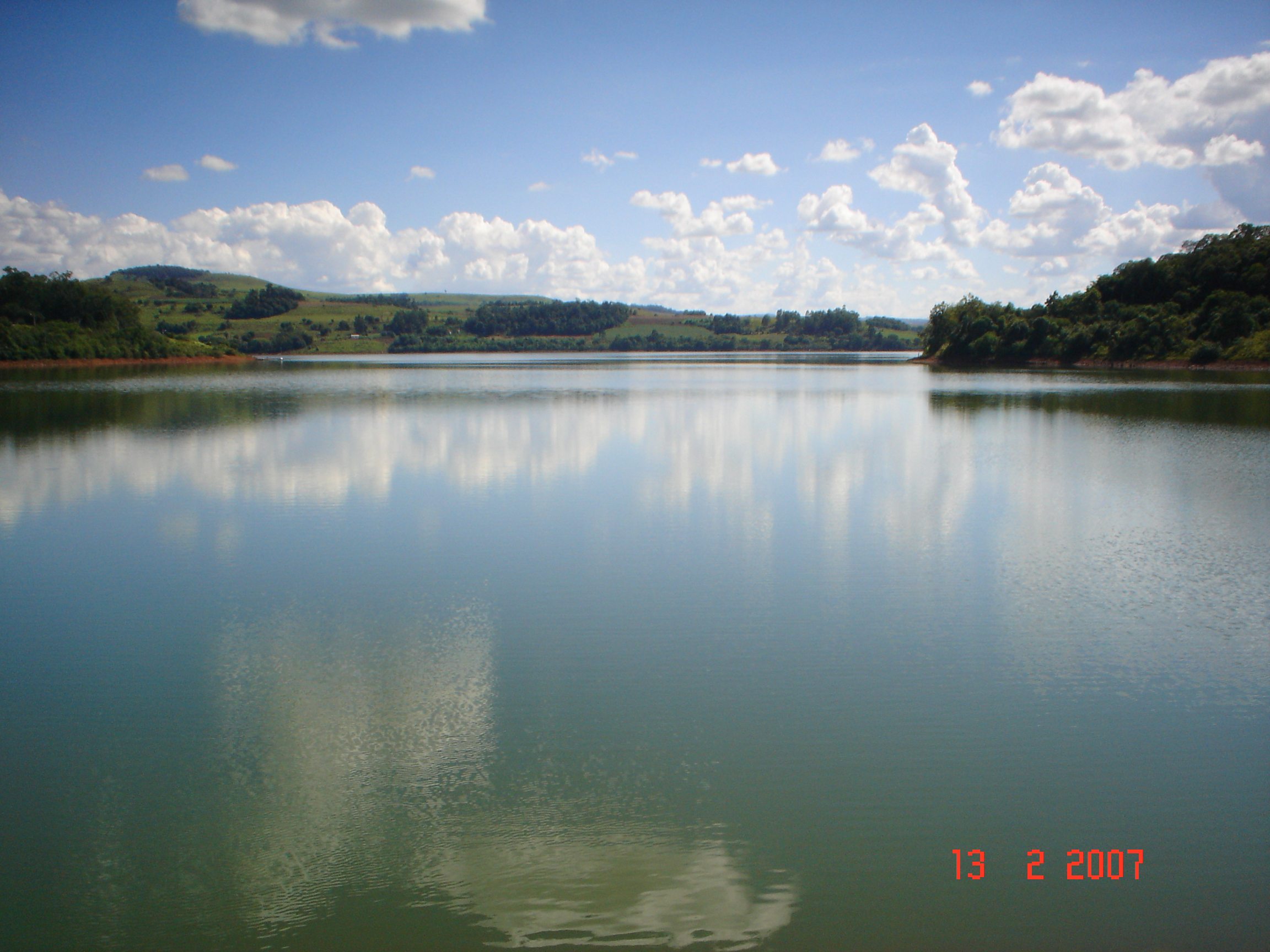
Stuwmeer in de rivier de Uruguay bij Itá